# Thèses sur Feuerbach

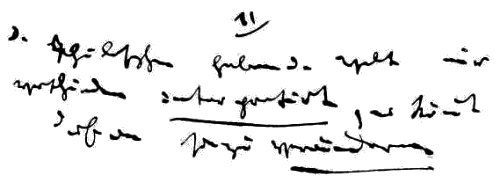
Autographe de Karl Marx reprenant la célèbre 11e thèse : « Die Philosophen haben die Welt nur verschieden interpretiert, es kommt drauf an, sie zu verändern ».

Les Thèses sur Feuerbach sont onze courtes notes philosophiques, tenant en trois-quatre pages, écrites par Karl Marx au printemps 1845.
Originellement intitulées 1. ad [à l'adresse de] Feuerbach, elles pourraient faire suite à une première lecture du livre de Stirner L'Unique et sa propriété, du moins à l'impression toute fraîche laissée par cet ouvrage publié quelques mois plus tôt qui mettra fin au succès de la philosophie de Feuerbach[réf. nécessaire] et fournira des arguments contre le communisme[réf. nécessaire].
Elles esquissent une critique ou un dépassement des idées du philosophe Ludwig Feuerbach. Mais, plus profondément, le texte est souvent perçu comme une critique ambitieuse de la philosophie contemplative des jeunes hégéliens et de toutes les formes d'idéalisme philosophique. En fait, ces thèses sont une synthèse entre l’aspect actif de l'idéalisme dialectique hégélien et le matérialisme mécaniste et naturaliste de Feuerbach : la praxis. Les thèses désignent la pratique comme pierre de touche de la vérité, et non plus la « théorie » (seconde thèse), non plus la pensée abstraite (cinquième thèse) et non plus isolée (sixième thèse).
A la critique de la philosophie idéaliste et de ses critères de vérité s'ajoute l'élaboration d'une théorie neuve centrée sur la finalité révolutionnaire (thèses 3 et 11) et sur l'inscription de la théorie dans les rapports sociaux.
Elles se concluent par la onzième thèse énonçant : Les philosophes n'ont fait qu'interpréter le monde de diverses manières, il s'agit maintenant de le transformer (dans la version originale allemande : Die Philosophen haben die Welt nur verschieden interpretiert; es kommt drauf an, sie zu verändern).

## Édition
Marx n'a pas publié les Thèses sur Feuerbach de son vivant ; elles ont été éditées en 1888 par Friedrich Engels dans une version modifiée par ce dernier, le texte original réapparaissant en 1924. Les thèses semblent avoir été rapidement jetées sur le papier par l'auteur, à titre de mémorandum. Le texte a probablement été en fait accroché au-dessus de son bureau de travail.[réf. souhaitée]
Voici ce que dit Friedrich Engels au sujet des Thèses sur Feuerbach, dans l'avant-propos de son ouvrage intitulé Ludwig Feuerbach et la fin de la philosophie classique allemande en 1888 :
« J'ai retrouvé, par contre, dans un vieux cahier de Marx, les onze thèses sur Feuerbach publiées en appendice. Ce sont de simples notes jetées rapidement sur le papier pour être élaborées par la suite, nullement destinées à l'impression, mais d'une valeur inappréciable, comme premier document où soit déposé le germe génial de la nouvelle conception du monde. »

## Les 11 thèses
Le principal défaut, jusqu'ici, du matérialisme de tous les philosophes – y compris celui de Feuerbach est que l'objet, la réalité, le monde sensible n'y sont saisis que sous la forme d'objet ou d'intuition, mais non en tant qu'activité humaine concrète, en tant que pratique, de façon non subjective. C'est ce qui explique pourquoi l'aspect actif fut développé par l'idéalisme, en opposition au matérialisme, — mais seulement abstraitement, car l'idéalisme ne connaît naturellement pas l'activité réelle, concrète, comme telle. Feuerbach veut des objets concrets, réellement distincts des objets de la pensée; mais il ne considère pas l'activité humaine elle-même en tant qu'activité objective. C'est pourquoi dans L'Essence du christianisme, il ne considère comme authentiquement humaine que l'activité théorique, tandis que la pratique n'est saisie et fixée par lui que dans sa manifestation juive sordide. C'est pourquoi il ne comprend pas l'importance de l'activité "révolutionnaire", de l'activité "pratique-critique".

La question de savoir s'il y a lieu de reconnaître à la pensée humaine une vérité objective n'est pas une question théorique, mais une question pratique. C'est dans la pratique qu'il faut que l'homme prouve la vérité, c'est-à-dire la réalité, et la puissance de sa pensée, dans ce monde et pour notre temps. La discussion sur la réalité ou l'irréalité d'une pensée qui s'isole de la pratique, est purement scolastique.

La doctrine matérialiste qui veut que les hommes soient des produits des circonstances et de l'éducation, que, par conséquent, des hommes transformés soient des produits d'autres circonstances et d'une éducation modifiée, oublie que ce sont précisément les hommes qui transforment les circonstances et que l'éducateur a lui-même besoin d'être éduqué. C'est pourquoi elle tend inévitablement à diviser la société en deux parties dont l'une est au-dessus de la société (par exemple chez Robert Owen).
La coïncidence du changement des circonstances et de l'activité humaine ou auto-changement ne peut être considérée et comprise rationnellement qu'en tant que pratique révolutionnaire.

Feuerbach part du fait que la religion rend l'homme étranger à lui-même et dédouble le monde en un monde religieux, objet de représentation, et un monde temporel. Son travail consiste à résoudre le monde religieux en sa base terrestre. Il ne voit pas que, ce travail une fois accompli, le principal reste encore à faire. Le fait, notamment, que la base terrestre se détache d'elle-même, et se fixe dans les nuages, constituant ainsi un royaume autonome, ne peut s'expliquer précisément que par le déchirement et la contradiction internes de cette base temporelle. Il faut donc d'abord comprendre celle-ci dans sa contradiction pour la révolutionner ensuite pratiquement en supprimant la contradiction. Donc, une fois qu'on a découvert, par exemple, que la famille terrestre est le secret de la famille céleste, c'est la première désormais dont il faut faire la critique théorique et qu'il faut révolutionner dans la pratique.

Feuerbach, que ne satisfait pas la pensée abstraite, en appelle à l'intuition sensible; mais il ne considère pas le monde sensible en tant qu'activité pratique concrète de l'homme.

Feuerbach résout l'essence religieuse en l'essence humaine. Mais l'essence de l'homme n'est pas une abstraction inhérente à l'individu isolé. Dans sa réalité, elle est l'ensemble des rapports sociaux.
Feuerbach, qui n'entreprend pas la critique de cet être réel, est par conséquent obligé :
1. De faire abstraction du cours de l'histoire et de faire de l'esprit religieux une chose immuable, existant pour elle-même, en supposant l'existence d'un individu humain abstrait, isolé.
2. De considérer, par conséquent, l'être humain uniquement en tant que "genre", en tant qu'universalité interne, muette, liant d'une façon purement naturelle les nombreux individus.

C'est pourquoi Feuerbach ne voit pas que l'"esprit religieux" est lui-même un produit social et que l'individu abstrait qu'il analyse appartient en réalité à une forme sociale déterminée.

Toute vie sociale est essentiellement pratique. Tous les mystères qui détournent la théorie vers le mysticisme trouvent leur solution rationnelle dans la pratique humaine et dans la compréhension de cette pratique.

Le résultat le plus avancé auquel atteint le matérialisme intuitif, c'est-à-dire le matérialisme qui ne conçoit pas l'activité des sens comme activité pratique, est la façon de voir des individus isolés et de la société bourgeoise.

Le point de vue de l'ancien matérialisme est la société "bourgeoise". Le point de vue du nouveau matérialisme, c'est la société humaine, ou l'humanité socialisée.

Les philosophes n'ont fait qu'interpréter le monde de différentes manières, ce qui importe c'est de le transformer.